# Messier 14
Messier 14 (còn gọi là M14 hay NGC 6402) là một cụm sao cầu trong chòm sao Xà Phu (Ophiuchus). Nó được Charles Messier phát hiện năm 1764.
Ở khoảng cách xa Trái Đất khoảng 30.000 năm ánh sáng, M14 chứa vài trăm nghìn ngôi sao. Với cấp sao biểu kiến +7,6 nó có thể dễ dàng được quan sát bằng ống nhòm. Các kính viễn vọng kích thước trung bình sẽ chỉ ra một vài dấu vết của các ngôi sao riêng rẽ trong đó các ngôi sao sáng nhất có cấp sao biểu kiến +14.
Tổng độ chiếu sáng của M14 khoảng 400.000 lần cao hơn của Mặt Trời tương ứng với cấp sao tuyệt đối là -9,12. Hình dạng của cụm sao này là thuôn dài rõ ràng. M14 có bề ngang khoảng 100 năm ánh sáng.
Khoảng 70 sao biến quang đã biết trong M14, phần nhiều là kiểu W Virginis phổ biến trong các cụm sao cầu. Năm 1938, một tân tinh đã xuất hiện mặc dù điều này đã không được phát hiện ra mãi cho tới khi người ta đem các tấm kính ảnh chụp vào thời gian này ra nghiên cứu vào năm 1964. Người ta ước tính rằng độ sáng tối đa của tân tinh có cấp +9,2, trên 5 lần sáng hơn so với ngôi sao 'thông thường' sáng nhất trong cụm sao.
Khoảng trên 3° về phía tây nam M14 là cụm sao cầu mờ nhạt NGC 6366.

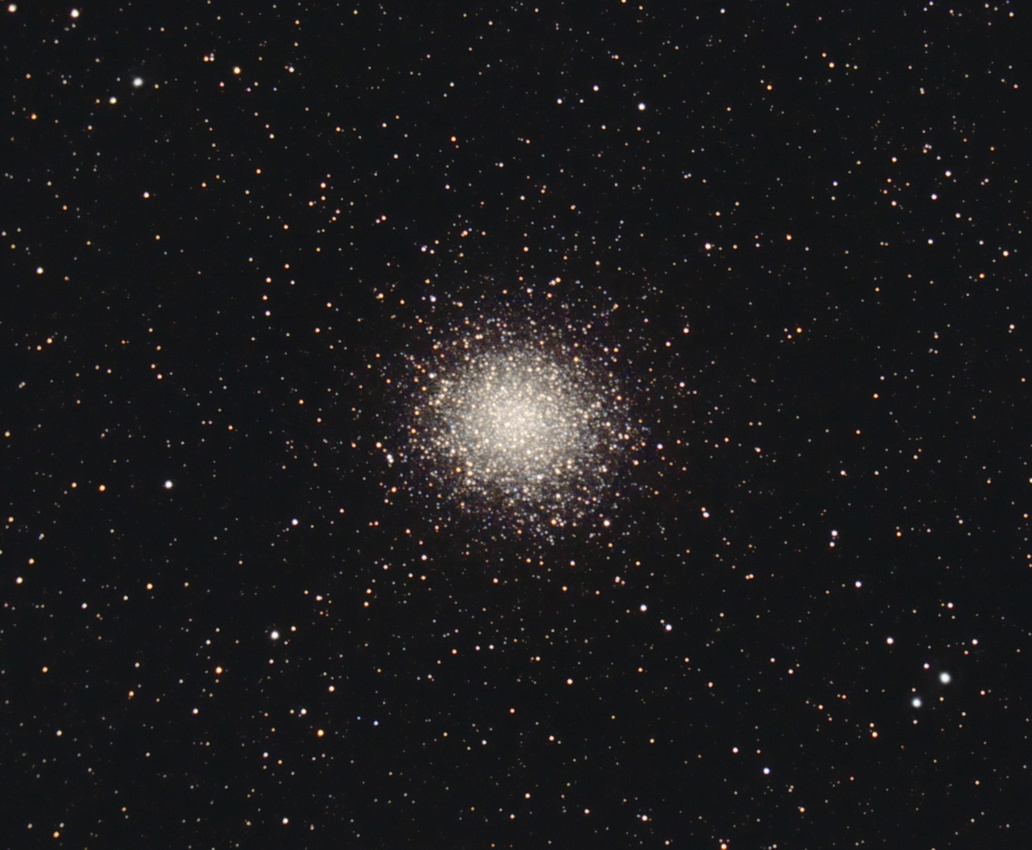
Messier 14 with amateur telescope
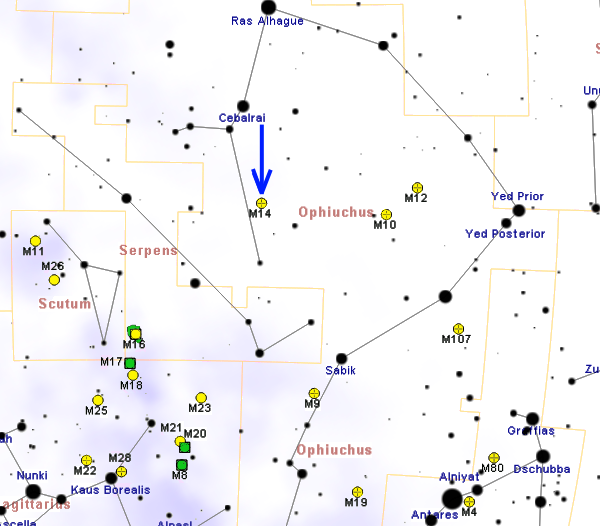
Map showing location of Messier 14